# Scolitantides hecateus
Scolitantides hecateus är en fjärilsart som beskrevs av Drapier 1819. Scolitantides hecateus ingår i släktet Scolitantides och familjen juvelvingar. Inga underarter finns listade.